# Kanton Chef-Boutonne
Der Kanton Chef-Boutonne war bis 2015 ein französischer Wahlkreis im Arrondissement Niort, im Département Deux-Sèvres und in der Region Poitou-Charentes; sein Hauptort war Chef-Boutonne. Vertreter im Generalrat des Départements war zuletzt von 2001 bis 2015 Jean-Claude Sillon (DVG). 
Der Kanton wurde im März 2015 aufgelöst und dessen Gemeinden in den Wahlkreis Kanton Melle integriert.
Der 15 Gemeinden umfassende Kanton war 231,50 km² groß und hatte 5896 Einwohner (Stand: 1999).

## Gemeinden
| Gemeinde                             | Einwohner Jahr | Fläche km² | Bevölkerungsdichte | Code INSEE | Postleitzahl |
| ------------------------------------ | -------------- | ---------- | ------------------ | ---------- | ------------ |
| Ardilleux                            | 170 (2013)     | 10,35      | 16 Einw./km²       | 79011      | 79110        |
| Aubigné                              | 212 (2013)     | 29,15      | 7 Einw./km²        | 79018      | 79110        |
| La Bataille                          | 79 (2013)      | 6,28       | 13 Einw./km²       | 79027      | 79110        |
| Bouin                                | 140 (2013)     | 8,33       | 17 Einw./km²       | 79045      | 79110        |
| Chef-Boutonne                        | 2.107 (2013)   | 19,81      | 106 Einw./km²      | 79083      | 79110        |
| Couture-d’Argenson                   | 387 (2013)     | 24,16      | 16 Einw./km²       | 79106      | 79110        |
| Crézières                            | 48 (2013)      | 4,25       | 11 Einw./km²       | 79107      | 79110        |
| Fontenille-Saint-Martin-d’Entraigues | 604 (2013)     | 15,11      | 40 Einw./km²       | 79122      | 79110        |
| Gournay-Loizé                        | 605 (2013)     | 23,23      | 26 Einw./km²       | 79136      | 79110        |
| Hanc                                 | 255 (2013)     | 18,12      | 14 Einw./km²       | 79140      | 79110        |
| Loubigné                             | 161 (2013)     | 11,01      | 15 Einw./km²       | 79153      | 79110        |
| Loubillé                             | 383 (2013)     | 21,21      | 18 Einw./km²       | 79154      | 79110        |
| Pioussay                             | 311 (2013)     | 13,77      | 23 Einw./km²       | 79211      | 79110        |
| Tillou                               | 318 (2013)     | 10,04      | 32 Einw./km²       | 79330      | 79110        |
| Villemain                            | 159 (2013)     | 16,68      | 10 Einw./km²       | 79349      | 79110        |